# Lettische Badmintonmeisterschaft 1979
Die Lettische Badmintonmeisterschaft 1979 fand in Ogre statt. Es war die 16. Auflage der nationalen Titelkämpfe von Lettland im Badminton, zu dieser Zeit noch als Meisterschaft der Sowjetrepublik.

## Titelträger
| Disziplin    | Sieger                        |
| ------------ | ----------------------------- |
| Herreneinzel | Jānis Trops                   |
| Dameneinzel  | Gunta Veisa                   |
| Herrendoppel | Māris Preinbergs Jānis Trops  |
| Damendoppel  | Gunta Veisa Marina Ļapkalo    |
| Mixed        | Viktors Itkins Marina Ļapkalo |